# Guadalupe Tulcingo
Guadalupe Tulcingo är en ort i Mexiko.   Den ligger i kommunen Tulcingo och delstaten Puebla, i den sydöstra delen av landet, 170 km söder om huvudstaden Mexico City. Guadalupe Tulcingo ligger 1 149 meter över havet och antalet invånare är 198.
Terrängen runt Guadalupe Tulcingo är huvudsakligen kuperad, men åt sydväst är den platt. Runt Guadalupe Tulcingo är det ganska glesbefolkat, med 30 invånare per kvadratkilometer. Närmaste större samhälle är Tulcingo de Valle, 5,7 km väster om Guadalupe Tulcingo. I omgivningarna runt Guadalupe Tulcingo växer huvudsakligen savannskog.